# Athis-Val-de-Rouvre
Athis-Val-de-Rouvre – gmina we Francji, w regionie Normandia, w departamencie Orne. W 2013 roku liczba ludności wynosiła 4307 mieszkańców.
Gmina została utworzona 1 stycznia 2016 roku z połączenia ośmiu ówczesnych gmin: Athis-de-l’Orne, Bréel, La Carneille, Notre-Dame-du-Rocher, Ronfeugerai, Ségrie-Fontaine, Taillebois oraz Les Tourailles. Siedzibą gminy została miejscowość Athis-de-l’Orne.